# Black Eyes
Black Eyes – czwarty minialbum południowokoreańskiej grupy T-ara, wydany cyfrowo 11 listopada 2011 roku, a na płycie 15 listopada 2011. Pierwotnie płyta planowana była do wydania 18 listopada, ale data została przyspieszona o tydzień ze względu na duży popyt na piosenkę Cry Cry.

## Lista utworów
| Nr | Tytuł                                              | Słowa                                      | Kompozycja                  | Aranżacja                   | Czas |
| -- | -------------------------------------------------- | ------------------------------------------ | --------------------------- | --------------------------- | ---- |
| 1. | "Cry Cry"                                          | Kim Tae-hyun, Cho Young-soo, Ahn Young-min | Kim Tae-hyun, Cho Young-soo | Kim Tae-hyun, Cho Young-soo | 3:18 |
| 2. | "Goodbye, OK"                                      | Ahn Young-min                              | Ahn Young-min, Lee Yoo-jin  | Lee Yoo-jin                 | 3:05 |
| 3. | "O My God"                                         | Choi Kyu-sung                              | Choi Kyu-sung               | Choi Kyu-sung               | 4:06 |
| 4. | "I'm So Bad"                                       | Ahn Young-min                              | Kim Tae-hyun, Cho Young-soo | Kim Tae-hyun, Cho Young-soo | 3:12 |
| 5. | "Cry Cry" (Ballad Ver.)                            | Kim Tae-hyun, Cho Young-soo, Ahn Young-min | Kim Tae-hyun, Cho Young-soo | Kim Tae-hyun, Cho Young-soo | 3:18 |
| 6. | "Cry Cry" (Ballad Music Video Ver.) (Digital Only) | Kim Tae-hyun, Cho Young-soo, Ahn Young-min | Kim Tae-hyun, Cho Young-soo | Kim Tae-hyun, Cho Young-soo | 3:13 |

## Funky Town
Minialbum został wydany ponownie 3 stycznia 2012 roku pod tytułem Funky Town.
| Nr | Tytuł                                        | Czas |
| -- | -------------------------------------------- | ---- |
| 1. | "Lovey-Dovey"                                | 3:35 |
| 2. | "Uri Saranghaetjanha" (kor. 우리 사랑했잖아) | 3:35 |
| 3. | "Lovey-Dovey" (Club Remix Ver.)              | 3:47 |
| 4. | "Cry Cry"                                    | 3:18 |
| 5. | "Goodbye, OK"                                | 3:05 |
| 6. | "O My God"                                   | 4:06 |
| 7. | "I'm So Bad"                                 | 3:12 |
| 8. | "Cry Cry" (Ballad Ver.)                      | 3:18 |

## Notowania
| Black Eyes                         | Black Eyes | Funky Town                         | Funky Town |
| Lista                              | Pozycja    | Lista                              | Pozycja    |
| ---------------------------------- | ---------- | ---------------------------------- | ---------- |
| Gaon Weekly Albums Chart           | 2          | Gaon Weekly Albums Chart           | 1          |
| Gaon Yearly Albums Chart           | 27         | Gaon Monthly Albums Chart          | 2          |
| Hanteo Weekly Physical Album Chart | 1          | Hanteo Weekly Physical Album Chart | 2          |
|                                    |            | Oricon Weekly Albums Chart         | 31         |